# World Animation Celebration
 (novembre 2015).
Si vous disposez d'ouvrages ou d'articles de référence ou si vous connaissez des sites web de qualité traitant du thème abordé ici, merci de compléter l'article en donnant les références utiles à sa vérifiabilité et en les liant à la section « Notes et références ».
La World Animation Celebration est un festival récompensant l'industrie de l'animation. Il a été lancé en 1987 mais, contrairement aux autres remises de prix, il ne se tient pas tous les ans. Il se déroule à Pasadena, en Californie. Il est organisé par le Animation Magazine.

## Catégories de récompense
- Prix WAC (World Animation Celebration) (WAC Winner)
- Meilleure animation 3D de personnage ou créature (Best 3-D Character/Creature Animation by a Professional)
- Meilleure utilisation de l'animation comme effet spécial (Best Use of Animation as a Special FX in a Theatrical)

## Palmarès 1998

### Meilleure utilisation de l'animation comme effet spécial
- La Souris (Mouse Hunt)
- Starship Troopers